# Li Qinglong
Dans ce nom chinois, le nom de famille, Li, précède le nom personnel.
Li Qinglong (sinogrammes simplifiés: 李庆龙, chinois traditionnel: 李慶龍, pinyin: Lǐ Qìnglóng), né en août 1962) est un pilote de chasse chinois sélectionné en 1996 pour faire partie du Programme Shenzhou.

## Biographie
Il est né dans la ville de Chuzhou, dans la province de Anhui en Chine. En 1987, il est diplômé de l'École de Missiles de la Force aérienne de l'armée populaire de libération (PLAAF) puis de l'École de Vol de la PLAAF. Il devient pilote de chasse et a cumulé à ce jour plus de 1230 heures de vol.
En Novembre 1996, lui et Wu Jie, un autre pilote de chasse chinois, commencent leur entrainement en Russie, au Centre d'entraînement des cosmonautes Youri-Gagarine. Un an après, ils retournèrent en Chine et officièrent comme instructeurs pour le premier groupe de taïkonautes du programme Shenzhou. Li était pressenti pour devenir le premier chinois dans l'espace lors du vol Shenzhou 5 mais cette information fut démentie 2 jours avant le décollage et ce fut en fait Yang Liwei qui vola.